# ピエール・ドリュ＝ラ＝ロシェル
ピエール・ウジェーヌ・ドリュ・ラ・ロシェル（Pierre Eugène Drieu La Rochelle フランス語: [dʁjø la ʁɔʃɛl], 1893年1月3日 - 1945年3月15日）は、フランスの作家。ファシズムを資本主義と共産主義に対抗して、ヨーロッパを堕落から再生する思想と評価して対独協力者となった。

## 生涯
パリで裕福な家庭に生まれ、祖母に溺愛されて育つ。外交官を養成するパリ政治学院に在籍中に召集され、歩兵連隊に所属し伍長となる。第一次大戦が勃発すると前線に送られ負傷しながらも果敢に戦った。1916年から補助勤務兵となり処女詩集を出し米軍通訳にもなって准尉に昇進したが戦争終結とともに除隊した。
戦後は放蕩三昧の生活をおくり、1921年頃から文学者と交流しはじめ詩集、エッセイ、小説を発表し始めアメリカとソ連が世界の覇権を握ると見抜き、ヨーロッパが対抗するにはファシズム以外の道はないと考えるようになる。1936年には、ファシズム政党のフランス人民党に入党するが党首ジャック・ドリオに失望して1939年に離党する。同年、フランスがドイツに宣戦布告すると一時的に召集されるがドイツと近すぎることを理由に退役軍人扱いにされる。身の安全のためにパリを去るがフランスの降伏後は、ヴィシー政権への協力を決意する。フランス人民党に復党し、1940年12月には旧友の駐仏独大使オットー・アベッツから要請されて新フランス評論編集長に就任。同時に反ユダヤ主義の雑誌に寄稿して主として言論界でファシズムを賛美する活動を続けていた。だが新フランス評論は、同人らの非協力のため、1943年6月に休刊に追い込まれた。
ドイツの旗色が悪くなるにつれ自己嫌悪に陥るようになり、1944年にドイツ軍がフランスから引き揚げる時には、同行を断り留まった。秋には毒薬を飲んで自殺を図ったが未遂に終わり治療を受けた後、逮捕状が出ていたため身を隠していた潜伏先のパリで1945年3月、レジスタンスによる復讐を逃れるため自殺した。

## ファシストの作家として
ドリュ・ラ・ロシェルにとって芸術とは「自然としての人間と社会的存在としての人間を繋ぐ役割を取り返す」ものにほかならなかった。「マルクスに抗するニーチェ」を『ファシスト社会主義』に収めて上梓した翌年の1935年7月号のN.R.F.誌に、ドリュ・ラ・ロシェルは『二重スパイ』という短編小説を発表している。これは、コミュニストと帝政ロシアのツァーリズムのグループとの間で二重スパイをしていた話者が処刑されるまでの過程を独白体で描いた作品である。この作品では、最後に話者はツァーリストの手先としてコミュニストの指導者を暗殺した廉でコミュニストたちに処刑される。しかし、話者はどちらの政治的立場をも自らのものとして引き受けることなく以下のように述べて死に赴く。
ファシストを公言した翌年に発表されたこの小説の話者は政治的な次元を越え、ニーチェ的な芸術の意義を見出したとき、更に超越的な遥か彼方へと向かっている。この小説の語り手と同じく、ドリュ・ラ・ロシェルがこのようなニーチェ的な「芸術の深い意味」即ちその宗教的次元にまで達するためには、失敗を運命付けられたファシズムという「政治構成体」の運動への投企なくしては考えられない。ドリュ・ラ・ロシェルは、ファシストの知識人として政治参加を表明し「責任をとり、極端なまでに身を危険におくこと」によって初めて、文学作品の中で読み手とそのような次元を共有できるような地点に立てるのである。この作品に見られるような政治の彼方へ視線は、ドリュ・ラ・ロシェルの晩年の宗教への傾倒と地続きなものであろう。彼は晩年1945年の壊滅的な結末に向かって対独協力者として後には引けない立場に自分自身を追い込んで行く一方で、日記や小説作品において、古今東西の宗教史の研究を深めながら、このような彼方への視線をもちつづけた。そして、そういったときに絶えずニーチェの名が交錯していくのである。だが、その時ドリュ・ラ・ロシェル自身が1934年時点に考察していた政治に利用されるニーチェ主義の残滓をそこに垣間見ることはもはやない。

## 著書
- 『ドリュウ・ラ・ロシェル日記』（有田英也訳、メタローグ、1994年）
- 『ジル　1945：もうひとつのフランス』（上下、若林真訳　国書刊行会、1987年）
  - 旧版『ジル　世界文学全集　20世紀の文学10』（集英社、1968年）
- 『秘められた物語、ローマ風幕間劇　1945：もうひとつのフランス』（平岡篤頼、高橋治男訳　国書刊行会、1987年）
- 『奇妙な旅』（若林真訳、筑摩世界文学大系72・筑摩書房、1975年）
- 『ゆらめく炎』（菅野昭正・細田直孝訳、河出海外小説選・河出書房新社、1980年）、ルイ・マル『鬼火』原作
- 『夢見るブゥルジョア娘』（堀口大学訳　新潮社）、のち新潮文庫
- 『女たちに覆われた男』（山内義雄訳、第一書房／川崎竹一訳、新潮文庫）
- 『フランスの生きる道』（新庄嘉章訳、利根書房）

### 評伝
- ベルナール・フランク『ドリュ・ラ・ロシェル』有田英也訳、水声社、1997年
- 有田英也『政治的ロマン主義の運命　ドリュ・ラ・ロシェルとフランス・ファシズム』名古屋大学出版会、2003年